# Asghar Sharafi
Asghar Sharafi (en persa: اصغر شرفی‎, Teherán, Irán; 22 de diciembre de 1942) es un exfutbolista y entrenador de fútbol de Irán que jugaba en la posición de delantero.

## Carrera

### Club
| Periodo   | Club           |
| --------- | -------------- |
| 1962–1963 | Shahin FC      |
| 1963–1964 | Taj FC         |
| 1964–1974 | PAS Teherán FC |

### Selección nacional
Jugó para Irán de 1967 a 1973 con la que anotó un gol en 11 partidos, ganó la Copa Asiática en dos ocasiones, jugó en los Juegos Asiáticos de 1970 y en los Juegos Olímpicos de Múnich 1972.

### Entrenador
| Periodo   | Club                        |
| --------- | --------------------------- |
| 1982–1983 | Esteghlal FC                |
| 1993–1997 | FC Iranjavan                |
| 2000–2001 | Bargh Shiraz FC             |
| 2002      | Pegah Gilan FC              |
| 2006–2007 | Ekbatan FC                  |
| 2007–2008 | FC DAC 1904 Dunajská Streda |
| 2009–2010 | FC Iranjavan                |
| 2011–2012 | Mes Sarcheshmeh FC          |
| 2012–2013 | Bargh Shiraz FC             |

## Palmarés

### Club
- Liga de Fútbol de Irán: 3

1965, 1967, 1968
- Copa Hazfi de Teherán: 1

1962/63

### Selección nacional
- Copa Asiática: 2

1968, 1972